# Pfeiffera miyagawae
A Pfeiffera miyagawae egy szabad természetben ritka epifita kaktusz.

## Jellemzői
Szúrós szukkulens epifita, kezdetben felálló majd csüngő hajtásokkal, tőből és ágain is elágazó, szárai 100 cm hosszúságúak lehetnek maximálisan, 15–20 mm átmérőjűek, többnyire három bordájúak, néha 4–5 borda fejlődik, szélei csak enyhén karéjosak. Areolái 10–20 mm-re fejlődnek egymástól, rövid fehér gyapjú borítja, 3–5 fehér 7 mm-es tövist hordoz. Virágai narancssárgák, 20–40 mm szélesek, porzószálai 10 mm hosszúak, fehérek, bibéje szintén fehér, hat lobusban végződik. Termése fehéres, kicsi, gömbölyded, számos areolát hordoz, melyek tíz darab 5 mm-es sörtével borítottak. Termésenként kb. húsz magja fejlődik, magjai 1,7 mm hosszúak és 1 mm szélesek, világosbarnák. A Pfeiffera subgenus tagja.

## Elterjedése
Mario Miyagawa egyetlen gyűjtéséből ismert növény; Bolívia, Cochabamba állam, Cochabamba és Santa Cruz között 600 m tengerszint feletti magasságban.
W. Krahn gyűjtött be neotípusokat a fajból La Paz tartományban, La Asunta és Chulumani között; minden bizonnyal ez lehetett a típus gyűjtésének helye is, és nem Mataral (Santa Cruz tartomány), mint az a gyűjtőlapon jelölve van.